# معركة القنفذة الأولى (1803)
حدثت معركة القنفذة الأولى عام (1218هـ/1803م) وهي بداية دخول الحجاز تحت حكم السعودية الأولى وانتهت المعركة بهزيمة عثمانية اخرى.

## الاحداث
توجه الأمير عبدالوهاب إلى القنفذة برفقة جنوده العسيريين قاصدًا أبي بكر ابن عثمان يطلب منه تسليم القنفذة سلماً ولكنه رفض فحاصره عبدالوهاب واستطاع أن يستولي على القنفذة ثم هرب أبي بكر إلى جزيرة بجانب القنفذة هاربًا فلحقه العسيريين وقاموا بحصاره حتى دخل في طاعة الامير عبدالوهاب.